# Monostachya
Monostachya és un gènere de plantes de la família de les poàcies. És originari de les Filipines i Nova Guinea.
Alguns autors ho inclouen en els gèneres Rytidosperma, Danthonia sensu lato.
El nombre cromosòmic bàsic del gènere és x = 6, amb nombres cromosòmics somàtics de x = 5. 2n = 20. 4 ploide.

## Taxonomia
- Monostachya centrolepidoides  Merr. 1910
- Monostachya craigii  (Veldkamp) S.W.L.Jacobs 1982
- Monostachya montis-wilhelmi  (Veldkamp & Fortuin) S.W.L. Jacobs
- Monostachya nardifolia  (Veldkamp) S.W.L. Jacobs 1982
- Monostachya oreoboloides  (F.Muell.) Hitchc. 1936